# Vrtni šetraj
Vrtni šetraj (znanstveno ime Satureja hortensis) je zdravilna in začimbna trajnica iz družine ustnatic.

## Opis
Vrtni šetraj je od 30 do 60 cm visoka rastlina z ozkimi, suličastimi in gladkimi listi temno zelene barve, ki so po spodnji strani dlakavi. Steblo je že pri bazi močno razvejano. Cvetovi so modro-bele barve, razvijejo pa se v zalistju zgornjih stebelnih listov. Rastlina cveti od julija do septembra.
Domovina vrtnega šetraja je vzhodno Sredozemlje in Kavkaz, od tam pa se je rastlina razširila po celi Evropi. Kasneje so jo odnesli tudi v Severno Ameriko. Danes je vrtni šetraj najbolj poznan kot začimbna rastlina, katere posušene lističe se uporablja pri začinjanju močne zelenjave, na primer zelja in brstičnega ohrovta, kumar, kuhanih zelenjavnih solat, lepo pa se poda tudi k pečeni teletini in svinjini, zajčjemu mesu, hrenovi omaki, nadevom, kozjemu siru, omakam s paradižnikom, marinadam in ribam. Zaradi močnega okusa se ga v jedi dodaja na začetku kuhanja da se njegov okus malce omili.
V Kanadi vrtni šetraj kot začimbo uporabljajo podobno kot drugod žajbelj. V Bolgariji je šetraj ena od osnovnih začimb, v Romuniji pa je nepogrešljiv pri pripravi sarme.
Rastlina vsebuje karvakrol, monoterpene (b-pinen, p-cimen, b-felandren, limonen, kamfen,...), borneol, kafro in druge kemične spojine. Kot zdravilno rastlino so vrtni šetraj uporabljali v ljudskem zdravilstvu za lajšanje težav pri driski ter pri želodčnih in črevesnih krčih. Pogosto so pripravke iz vrtnega šetraja uporabljali tudi za zdravljenje čebeljih pikov.